# Maneki-neko
Maneki-neko (招き猫 (Chiêu Miêu) n.đ. 'mèo mời gọi') là một loại tượng phổ biến ở Nhật (gốc) và những nước Đông Nam Á, thường được làm bằng gốm, được cho là mang lại may mắn cho chủ nhân của nó. Đó là hình tượng một chú mèo đang vẫy gọi bằng một chân trước, thường được đặt ở cửa ra vào ở các của hàng, nhà hàng, cửa hàng trò chơi điện tử và các dịch vụ kinh doanh khác. Vài loại tượng Maneki neko điện tử có gắn pin ở bên trong có thể vẫy chân chầm chậm để mời mọc khách. Ngoài ra hình tượng Maneki Neko còn được dùng để làm móc khóa, ống heo, máy điều hòa...

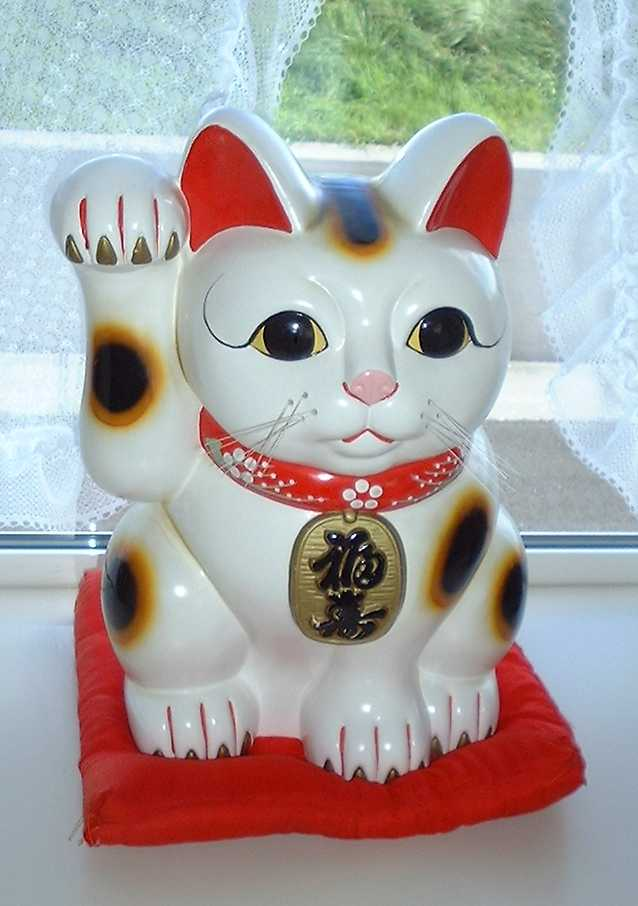
Một con maneki neko vẫy chân phải

Đền Gotoku được xem là nơi xuất xứ nguyên gốc của Maneki Neko.

## Đặc điểm cơ bản

### Hình dáng bên ngoài
Đối với người phương Tây, điệu bộ của Maneki Neko giống như đưa chân lên xuống hơn là vẫy tay ra hiệu. Điều này cũng giống như người Việt Nam muốn gọi ai đó thì úp lòng bàn tay xuống khi ra hiệu muốn ai đó đi về phía mình, trong khi người phương Tây lại ngửa lòng bàn tay lên khi ra hiệu.
Đôi khi Maneki Neko còn được làm vẫy chân trái hoặc cả hai chân trước. Sự quan trọng của việc vẫy bên trái hay bên phải tùy thuộc vào thời gian và địa điểm. Người ta tin rằng vẫy chân trái sẽ rước được nhiều khách hàng, vẫy chân phải sẽ mang lại may mắn và tài lộc, còn vẫy cả hai chân tượng trưng cho sự bảo vệ. Nhưng vẫn có những ý kiến trái ngược nhau về vấn đề này.

### Vòng cổ, yếm, và chuông
Maneki Neko thường có vài thứ trang trí ở xung quanh cổ. Nó có thể là khăn quàng cổ, nhưng thông dụng nhất vẫn là vòng cổ, chuông và yếm để trang trí. Những thứ trang trí này có nhiều khả năng là bắt chước của trang phục phổ biến cho mèo trong các hộ gia đình giàu có trong thời kỳ Edo.

### Đồng tiền
Maneki Neko đôi khi được thể hiện cầm một đồng tiền vàng cổ của Nhật Bản (được gọi là koban), được sử dụng trong suốt thời kỳ Edo. Một đồng Koban có giá trị một ryō (両, Hán-Việt: lượng), điển hình thì Maneki Neko giữ một đồng vàng Koban trị giá mười triệu lượng (千万両 (せんまんりょう), Hán-Việt: thiên vạn lượng).

### Chất liệu
Maneki Neko thường được làm bằng gốm. Tuy nhiên nó cũng có thể được làm bằng nhiều vật liệu khác nhau từ nhựa, đến gỗ, giấy bồi cho đến đất sét. Một số tượng mèo thần tài Maneki Neko đắt tiền có thể làm bằng vàng. Còn loại chuyển động được đa phần làm từ nhựa.

## Ý nghĩa của mèo thần tài Maneki Neko
Trong phong thủy, mèo thần tài có nghĩa gì? Với tính chất là loại đồ vật đem đến nhiều may mắn, mèo Maneki Neko được thiết kế với nhiều đồ vật đi kèm, màu sắc cũng có sự thay đổi theo từng loại. Cùng tìm hiểu ý nghĩa của loài mèo này ngay sau đây.

### Theo màu sắc
Mỗi màu sắc lại mang đến một ý nghĩa khác nhau. Cụ thể:
- Mèo tam thể: Đây là loại phổ biến nhất, đem lại may mắn, hạnh phúc, bình an đến mọi nhà.
- Mèo trắng: Loại mèo này tượng trưng cho sự trong sạch, thuần khiết trong tâm hồn.
- Mèo đỏ: Trưng bày mèo đỏ trong nhà có tác dụng tránh quỷ dữ, xua đuổi bệnh tật.
- Mèo đen: Những chú mèo thần tài màu đen được người dân Nhật Bạn sử dụng khá nhiều. Mục đích là bảo vệ gia đình khỏi những kẻ quấy rối, xua đuổi tà ma và cầu chúc sức khỏe an khang.
- Mèo xanh lá cây: Loài mèo này đem lại nhiều may mắn trong việc học hành.
- Mèo hồng: Đây là màu sắc mang đến sự may mắn trong con đường tình duyên, giúp gia chủ nhanh chóng tìm được "một nửa" của cuộc đời mình.
- Mèo vàng: Những chú mèo vàng tượng trưng cho sự giàu sang, phú quý, tiền tài đầy nhà.

### Theo hình dáng
Ý nghĩa mèo thần tài trong phong thủy còn phụ thuộc vào hình dáng bên ngoài. Mèo giơ tay trái, tay phải hay cả hai tay đều mang một ý nghĩa riêng.
- Mèo giơ tay phải: Thường những chú mèo giơ tay phải là mèo cái được dùng để đặt tại văn phòng làm việc, địa điểm kinh doanh, nhà ở... nhằm đem lại phúc khí. Mèo sẽ giúp các thành viên gắn kết, hòa thuận và vui vẻ. Nếu có nảy sinh mâu thuẫn, rất nhanh sau đó, mâu thuẫn sẽ được giải quyết.
- Mèo giơ tay trái: Loại này giúp thu nạp tài khí, lợi lộc, giúp công việc kinh doanh thuận buồm, xuôi gió. Thậm chí cơ hội giàu sang là điều hoàn toàn có thể xảy ra. Sự nghiệp cá nhân của gia chủ cũng sớm thành đạt, công thành, danh toại.
- Mèo giơ 2 tay: Những chú mèo giơ 2 tay mang đến nhiều ý nghĩa tốt đẹp trong công việc, cuộc sống gia đình. Mọi mong ước đều đúng theo ý nguyện.
- Mèo giơ 2 tay ôm thỏi vàng, chuông vàng: Chú mèo này mang ý nghĩa về nhân duyên, kêu gọi phúc khí, thu hút tài lộc.

### Theo đồ vật đi kèm
Ngày nay, những chú mèo thần tài không chỉ được dùng để làm tượng mà còn làm vòng cổ, yếm, chuông, in trên quần áo... Chúng còn đi kèm thêm với các loại đồ vật như đồng Koban, quạt, câu đối, rìu, trống, cá chép... Ý nghĩa như sau:
- Mèo cầm đồng Koban: Đồng Koban là loại vàng cổ, tượng trưng cho tài lộc. Mỗi đồng Koban tính là 1 đồng ryou. Đồng tiền chú mèo thần tài cầm trên tay có giá trị hơn 10 triệu ryou.
- Mèo cầm rìu, trống, câu đối, quạt: Các đồ vật này mang ý nghĩa khai vận, mang đến may mắn, gọi niềm vui tới.
- Mèo cầm cá chép hoặc cá Koi: Đây là biểu tượng của sự sung túc, thu hút tài khí, gặp nhiều may mắn trong thi cử.
- Mèo cầm hồ lô: Mang đến sự bình an, hóa giải mọi tai ương, đảm bảo sức khỏe của các thành viên trong gia đình.
- Mèo thần tài cầm đá quý: Đây là biểu tượng của sự khôn khéo, khôn ngoan trong công việc và cuộc sống.

Dù với ý nghĩa nào, mèo thần tài Maneki Neko luôn đem lại tài lộc, may mắn, sức khỏe và bình an. Chính vì thế, nó được rất nhiều gia đình, công ty lựa chọn.